# Terence Mophuting
Terence Mophuting (ur. 17 listopada 1965 – zm. 1 grudnia 2008) – botswański piłkarz grający na pozycji lewego obrońcy. W swojej karierze rozegrał 17 meczów w reprezentacji Botswany.

## Kariera klubowa
Swoją karierę Mophuting rozpoczął w klubie Gaborone United. W sezonie 1984 zadebiutował w jego barwach w pierwszej lidze botswańskiej. Grał w nim do 1987 roku. W 1986 roku wywalczył z nim mistrzostwo Botswany, a w latach 1984 i 1985 zdobył z nim dwa Puchary Botswany. W 1988 roku grał w południowoafrykańskim Kaizer Chiefs FC, a w latach 1989-1990 w innym klubie z tego kraju, Qwa Qwa Stars. W 1992 roku wrócił do Botswany i do 1995 roku grał w Extension Gunners FC. Trzykrotnie został z nim mistrzem kraju w sezonach 1992, 1993 i 1994 oraz zdobył krajowy puchar w 1992. W latach 1996–2002 był piłkarzem Notwane FC, w którym zakończył karierę. W sezonach 1996 i 1998 został mistrzem kraju, a w 1997 zdobył Puchar Botswany.

## Kariera reprezentacyjna
W reprezentacji Botswany Mophuting zadebiutował 28 marca 1987 w zremisowanym 0:0 towarzyskim meczu z Mauritiusem. Od 1986 do 2000 wystąpił w kadrze narodowej 17 razy.